# Peter Crook
Peter Adam Crook (* 9. Januar 1993 auf Tortola) ist ein Freestyle-Skier von den Britischen Jungferninseln der international bis 2010 für die Vereinigten Staaten antrat.

## Biografie
Peter Crook kam auf Tortola, eine Insel der Britischen Jungferninseln, zur Welt. 2001 zog er mit seiner Familie nach Wisconsin, wo er das Skifahren erlernte. 2008 zog er nach Colorado und begann professionell mit dem Freestyle-Skiing. Sein internationales Debüt gab er 2009 bei den US-Meisterschaften in Squaw Valley, damals noch unter US-amerikanischer Flagge.
2010 gründete er die British Virgin Islands Ski Association, um an den Olympischen Winterspielen 2014 in Sotschi teilzunehmen. Am 20. März 2011 gab Crook sein Debüt im Weltcup beim Wettkampf in La Plagne. Mit Rang 28 konnte er auf Anhieb die ersten Weltcuppunkte eines Sportlers von den Britischen Jungferninseln bei Wettkämpfen der FIS gewinnen.
Sein bestes Weltcupergebnis erzielte er am 17. August 2013 in Cardrona mit Rang 10.
Bei den Olympischen Winterspielen 2014 in Sotschi belegte er im Halfpipewettbewerb den 27. von 29 Plätzen. Danach ist er als Sportler nicht mehr in Erscheinung getreten.

## Erfolge

### Olympische Winterspiele
- Sotschi 2014: 27. Halfpipe

### Weltmeisterschaften
- Deer Valley 2011: 23. Halfpipe
- Oslo 2013: 14. Halfpipe

### Weltcup
- Eine Platzierung unter den besten 10

### Australian New Zealand Cup
- Eine Platzierung unter den besten 30

### Nor-Am Cup
- Ein Podestplatz